# Orange County Convention Center
Het Orange County Convention Center (OCCC) is een Amerikaans conferentiecentrum en evenementenhal in Orlando, Florida. Het centrum wordt beheerd door Orange County, en heeft een omvang van 200.000 vierkante meter aan tentoonstellingsruimte, 74 vergaderzalen, 235 vergaderlokalen en het Chapin Theater met 2.643 zitplaatsen wat met circulatieruimte erbij een totaal van 650.000 m² oplevert, en waarmee het na McCormick Place in Chicago het grootste conferentiecentrum van de Verenigde Staten is. 
Het conferentiecentrum ligt aan het zuidelijke einde van de International Drive, het hart van de internationale toeristische zone in Orlando. Het ligt direct ten noordoosten van het knooppunt van de Interstate 4 met de Beachline Expressway. Deze laatste verbindt Orlando met Orlando International Airport.  Interstate 4 verbindt I-Drive en het OCCC in noordelijke richting met het stadscentrum van Orlando en Universal Studios Florida en in zuidelijke richting met het Walt Disney World Resort.